# 여성의 종속
《여성의 종속》(The Subjection of Women)은 존 스튜어트 밀이 그의 아내 해리엇 테일러 밀로부터 아이디어를 얻어 쓴 에세이로 1869년에 출판되었다. 1858년 말 밀의 아내가 사망하고, 1859년, 부부가 함께 만들었던 《자유론》을 완성한 후, 1861년 이 책을 완성시켰다. 이 책의 성평등에 대한 주장은 출간 당시 전통적인 유럽의 남성과 여성의 지위 규범에 대한 공격으로 간주되었다.
일부 학자가 2009년 이 책을 존 스튜어트 밀 혼자서 저술한 것이라고 결론내린 반면 이 책이 논쟁하고자 한 것 일부가 1851년 출간된 헤리엇 테일러 밀의 에세이 《여성의 해방》과 비슷한 점이 있는 것도 주목받았다. 헤일럿 테일러의 딸, 헬렌 테일러도 이 책의 저술에 기여한 것으로도 알려져 있다. 해리엇 테일러 밀과 존 스튜어트 밀은 여러 저작에서 공동 작업을 하였으나 해리엇은 자신의 이름이 공저자로 올라가는 것을 달가워 하지 않았다고 한다. 존 스튜어트 밀은 자신의 모든 저작에 해일럿의 이름이 공동으로 올라야 마땅하다고 해일럿에게 편지를 쓴 바 있다.
밀은 인류의 도덕과 지성의 진보가 모두를 좀 더 행복하게 해줄 것이라 확신하였다. 그는 지성의 더 높은 기쁨이 감각의 낮은 즐거움보다 훨씬 더 큰 행복을 가져오고 교육과 문명화가 인류를 더 도덕적이고 지성적으로 만든다고 생각했다. 또한 밀은 야만인과 교육받지 않은 사람들을 제외하고 모든 사람들은 투표권을 가지고 있다고 믿었다.
밀은 사람들은 자신의 권리를 보호할 수 있으며 도덕적으로나 지적으로나 자립하는 법을 배울 수 있다고 주장했다. 이 주장은 남녀 모두 적용된다. 밀은 여성 참정권을 위해 종종 국회의원으로서의 자신의 지위를 이용하였고, 밀의 이러한 주장은 당시 논쟁의 여지가 있는 것이였다
밀이 생존했을 당시 여성들은 일반적으로 여성이 남성보다 육체적으로나 정신적으로 능력이 떨어진다는 사회적 인식으로 인해 남편이나 아버지의 자의적 처분에 종속되어 있었다. 이 견해는 가족 내 남녀의 위계적 종교관과 생물학 결정론에 기반한 사회이론에 기초한 것이였다. 19세기에는, 어머니, 아내 및 주부로서의 모습이 여성으로서의 가장 이상적인 모습으로 그려졌다.
이 책을 쓸 당시, 밀은 자신의 주장이 사회에 널리 퍼진 견해와 어긋나지만 이를 지속적으로 주장해 가야한다고 믿었다. 밀은 여성의 불평등은 "옳았던 것"인 과거의 유물이지만 근대에 와서는 존재하지 않는다 하였다." 밀은 특히 인류의 절반이 가정 밖 사회에 기여할 수 없음을 지적했다.
"... 한쪽 성이 다른 쪽 성으로 법적으로 종속되는 것은 그 자체로 잘못되었으며 지금 이 시점에서는 인간 개발에 있어 주요 방해물 중 하나입니다. 한쪽 편의 권력과 특권을 용인하지 않으며 다른 쪽이 지닌 장애물을 인정하지 않고 완전한 평등으로 대체되어야 합니다."

## 배경
존 스튜어트 밀 당시의 영국 사회는 지속되는 여성들의 참정권과 재산권 행사 요구에도 불구하고 여성을 권리의 주체로서 인정하지 않고 있었다. 1870년까지 영국의 관습법은 아내의 동산에 대한 소유권을 남편에게 부여하였고, 부동산 역시 소유권은 인정되나 관리와 사용의 권리는 남편에게 있었다. 또한 여성은 법정에서 스스로 어떠한 법적 권리도 행사할 수 없었다. 영국의 선거법은 1832년 개정 당시 선거권자를 person으로 표기하였으나, 1867년 개정하면서 man으로 바꾸었고 이를 근거로 여성의 참정권을 제한하였다. 존 스튜어트 밀은 남성과 동등한 여성의 참정권을 주장하며 선거권자에 대한 용어를 person으로 복귀하자고 건의하였지만, 의회는 194:73으로 이를 부결하였다. 영국에서 남녀의 동등한 보통선거권은 1928년이 되어서야 인정되었다.
한편, 19세기까지 서구의 과학은 여성 차별을 생물학적 차이로 대변하고자 했다. 18세기 중반에 나타난 유사과학인 골상학은 두개골의 크기나 뇌의 질량으로 남녀의 차이를 설명하였으며, 일반적으로 여성의 두뇌 무게가 더 가볍기 때문에 여성이 열등하다는 논지를 폈다. 이에 반대하는 측에서는 그러면 만물의 영장은 인간이 아니라 코끼리나 고래여야 할 것이라고 맞섰다.
존 스튜어트 밀은 당시의 이러한 편견에 맞서 공리주의의 입장에서 여성에 대한 사회 제도와 관습적 억압을 타파하고자 하였다.

## 논지
| “ | 여성의 전반적 지위가 내려가느냐 올라가느냐를 따져보는 것이 한 민족 또는 한 시대의 문명 발전 정도를 가늠하는 가장 정확하고 확실한 방법이다. | ” |
|   | — - 존 스튜어스 밀, 《여성의 종속》 |   |

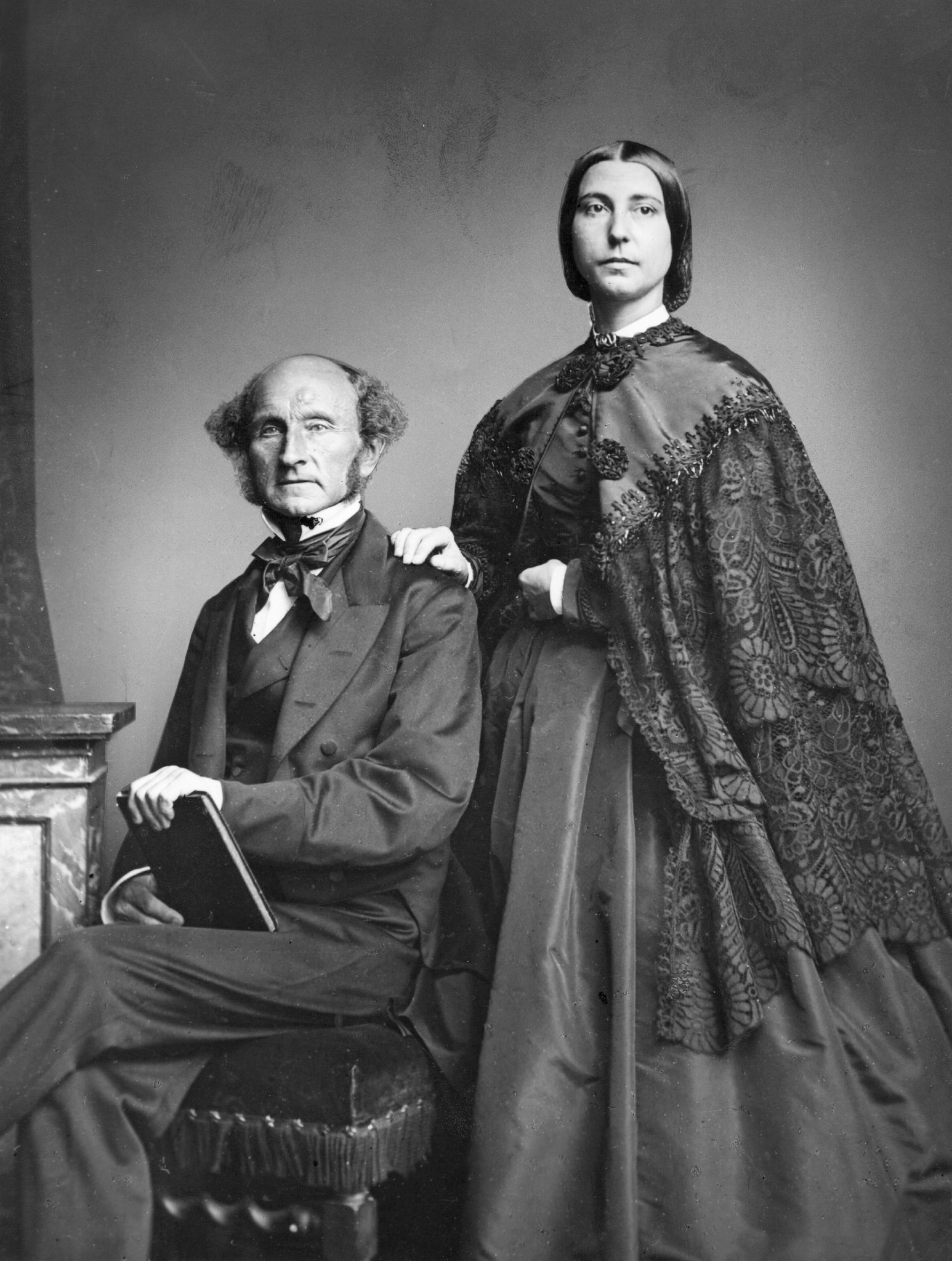
존 스튜어트 밀과 그의 아내 해리엇 테일러 밀

밀은 여성이 선천적으로 어떤 일에서 남성보다 열등하므로 이에 대한 참여를 금지하여야 한다는 주장을 공격한다. 밀은 우리가 여성이 무언가를 시도하도록 한 적이 없기 때문에 여성이 무엇을 할 수 있는지 알지 못한다고 말한다. 사변적인 생리학에 기반한 주장은 추측일 뿐이다.
여기에서 남성들은 여성은 어떤 행동을 할 수 없다고 말하며 여성들이 그것을 행하는 것을 금지하길 원하기 때문에 기본적으로 스스로를 부인하고 있다. 밀은 여기서 남성은 기본적으로 여성은 행위를 할 수 있는 능력이 있음을 인정하지만 여성이 그렇게 하길 원하지 않는다고 주장한다. 여성이 무엇을 할 수 있는지 없는지는 오로지 실증적으로 인식되어야 한다고 주장한다. 실제로 우리는 여성이 양육되면서 여성의 본성이 가려지기 때문에 우리는 그것이 실제로 무엇인지 알지 못한다. 밀은 여성이 할 수 있는 것과 할 수 없는 것을 실험해 보아야 한다고 주장한다.
여성은 약하고, 감정적이며, 고분고분한 것처럼 행동하도록 양육된다. 우리가 평등을 시도한다면 우리는 개별적 여성을 위한 이익이 있음을 목도할 수 있을 것이며, 남성들로부터 무엇을 해야하는지 강요받는 불행으로부터 해방될 수 있을 것이다. 또한 사회를 위한 이익이 있을 수 있다. 더욱 고결한 인간적 헌신에 이용될 수 있는 정신적 역량이 배가될 수 있을 것이다. 인구 절반의 아이디어와 가능성이 자유롭게 될 것이며, 인류의 발전에 큰 영향을 발휘할 것이다.
밀은 사회가 정말로 젠더 관계에서 무엇이 진실로 자연적인지 발견하고자 한다면 여성이 수행하는 모든 서비스를 위한 자유 시장을 만들고 일반적 복지에 한 기여에 대한 공정한 경제적 보상을 보장해야 한다고 주장한다. 그러면 여성의 관습적인 선택은 그들의 순수한 흥미와 능력을 반영하게 될 것이다.
밀은 여성의 해방과 교육은 남성에게도 이익이라고 생각하였다. 여성과의 경쟁으로부터의 자극과 평등하게 교육받은 인간의 교제는 더 큰 지적 성장을 유발한다. 교육받지 못한 아내나 남편과  지속적으로 교제하는 것의 기만적인 효과를 강조하며, 밀은 남성과 여성은 관습을 따르기 위하여 결혼하고 둘의 관계는 순수하게 가정적인 것이라고 주장하였다. 여성을 해방하여 남편과 지적인 수준에서 더욱 관계를 맺을 수 있고 관계를 향상시킬 수 있다고 믿었다.
밀은 "합법적인 노예는 더 이상 존재하지 않는다. 모든 가정의 아내를 구원하라"고 하며 가족법을 여성의 노예화와 연결짓고 가족법을 공격하였다. 밀은 여성의 종속이 노예제가 그랬던 것처럼 만연하게 되었다고 언급하였다. 또한 결혼과 관련된 입법의 개혁과 양측에 어떤 제약을 두지 않고 결혼을 경제적 계약으로 축소할 필요성을 주장하였다. 이러한 주장 중에는 여성이 자신의 자산을 보유할 수 있도록 허용하기 위하여 상속법을 개정하는 것과 여성이 가정 밖에서 일할 수 있도록 허용하는 것이 있었다.
밀의 입장에서는 여성은 인구의 절반을 구성하며 정치적 정책은 여성에게도 영향을 미치기 때문에 여성도 투표할 권리를 가지고 있다. 밀은 대부분의 남성은 여성을 종속시킬 정치인에게 투표할 것이기 때문에 여성은 자신의 이익을 위하여 투표하는 것이 허용되어야 한다고 주장하였다.

## 결론
밀의 주제에 대한 해석은 시간이 지남에 따라 변화하여 왔다. 오랫동안 밀은 몇 가지 주제에 대하여 일관적이지 못한 철학자로 인식되었다. 밀의 일관된 사상 기반은 공리주의와 사회적 선의이다.

### 공리주의
어떠한 것도 단지 그것이 틀렸거나 과거에 누군가가 완료하였다는 이유로 제거되지는 않는다. 우리가 정책들을 고려할 때에 우리는 최대 다수의 최대 행복을 살피게 된다. 이는 기존의 상념과 상충한다. 만일 무언가를 금지시키고자 한다면 위해함을 입증하여야 한다. 개개인은 자신의 이해관계를 가장 잘 알고 있다.

### 사회 진보
최대 행복은 사회의 도덕 및 지식 발전에 매우 광범위한 개념이다. 서로 다른 사회는 발전 또는 문명의 서로 다른 단계에 놓여 있다. 따라서 각각의 사회에는 서로 다른 해법이 필요할 것이다. 중요한 것은 미래를 위해 어떻게 그 해법을 장려할 수 있는가 하는 점이다. 그 방법은 개개인에게 동일하다고 할 수 있지만, 밀은 개인의 진보에 대해 매우 독특한 아이디어를 제시하였는데, 자질의 계발과 도덕적 발전만이 개인으로 하여금 자기 이익을 뒤로할 수 있도록 한다는 것이다.

### 개인의 자기 신뢰
인간은 독립적이고 변화 가능성이 있으며 합리적인 존재이다. 개인의 자유는 도덕 발전에 대한 최상의 여정을 제공한다. 우리는 스스로를 다스릴 수 있도록 발전함으로써 스스로 판단하고 무엇을 하라고 지시하는 누구에게도 의존하지 않는다.민주주의는 자기 독립적 양태를 띈다. 이는 다음과 같은 것들을 의미한다.
1. 개인의 자유 - 오랫 동안 타인에게 위해를 가하지 않음으로써 우리는 스스로의 본능을 누르고 삶으로부터 경험할 수 있다.
2. 자신의 이익을 다룰 자유 - 문명인은 스스로의 결정을 내릴수 있는 능력을 향상시키며 자신의 권익을 보호한다. 대의적 정부는 우리가 공동선을 생각할 수 있도록 하는 유용한 방법이다.
3. 남성과 동등한 여성의 자유 - 밀의 모든 주장은 남성과 여성 양측에 동등하게 적용된다. 밀은 남성과 여성이 본질적으로 다르다는 기존의 사상을 거부하였다. 여성 역시 동등하게 자신의 이익을 다룰 자유가 있는 것이다.

## 같이 보기
- 자유론
- 성평등
- 여성주의
- 여권

## 번역서
- 존 스튜어트 밀, 서병훈 역, 《여성의 종속》, 책세상, 2006년, ISBN 978-89-7013-550-2